# Виницки национален технически университет
Виницки национален технически университет (на украински: Вінницький національний технічний університет) е висше техническо училище, основано през 1960 г. в град Виница, Украинска ССР.

## История
През 1960 г. във Виница е създаден общ технически факултет на Института по хранителна промишленост в Киев, който става част от Киевския политехнически институт (КПИ). През 1974 г. на базата на Виницкия филиал се образува Виницки политехнически институт. През 1994 г. се преобразува в Виницки държавен технически университет, а през 2003 г. е получава статут на национален.

## Факултети
Университета е съставен от 7 факултета:
- Факултет по компютърни системи и автоматика
- Факултет по строителство, топлоенергия и газоснабдяване
- Факултет по електроенергетика и електромеханика
- Факултет по информационни технологии и компютърно инженерство
- Факултет по машиностроене и транспорт
- Факултет по информатика, радиоинженерство и наносистеми
- Факултет по мениджмънт и информационна сигурност